# Linfoma mantellare
Il linfoma mantellare (MCL dall'inglese mantle cell lymphoma) è un linfoma non Hodgkin delle cellule di tipo B, tra i più rari di questo tipo. L'incidenza dei casi di MCL sul totale dei linfomi non Hodgkin è pari al 6% circa, e risulta più elevata in Europa che negli Stati Uniti.

## Anatomia patologica
Il linfoma, come indicato dal nome, origina dalla zona mantellare dei linfonodi, ove sono presenti cellule B della memoria, cellule B vergini e cellule T.
L'immunoistochimica è molto importante per la diagnosi, in quanto particolare. Si riscontra positività al CD5 e iperespressione della ciclina D, per traslocazione cromosomica t11;14 che consente l'iperespressione di Bcl-1 e quindi della ciclina D1. È negativo al CD23 e positivo per CD20, e questo è utile per la differenziazione dalla leucemia linfatica cronica.
La crescita delle cellule tumorali ha andamento prima nodulare-centripeto (diversamente dal linfoma follicolare che ha crescita centrifuga, tipo schiena-schiena), in seguito diffuso.
Le cellule sono di piccola taglia, con nuclei clivati, ma può esistere una varietà blastica.

## Profilo clinico
La malattia è tipicamente diffusa alla diagnosi. Le manifestazioni più comuni del linfoma mantellare, includono linfoadenopatia estesa, febbre, sudorazione notturna e sintomi di perdita di peso, disagio correlato alla splenomegalia e anomalie della conta ematica dovute al coinvolgimento del midollo osseo e sintomi correlati al coinvolgimento degli organi extranodali L'interessamento extranodale, in particolare del tratto gastrointestinale, della milza e del midollo osseo, è abbastanza comune nel MCL. Il MCL presenta due profili clinici, di tipo indolente ed aggressivo (più comune).
La biopsia escissionale del linfonodo o di un sito extranodale coinvolto è essenziale nella diagnosi di MCL. Esami di laboratorio tra cui emocromo, immunofenotipo, valori della lattato deidrogenasi (LDH), di beta-2 microglobulina, biopsia del midollo osseo e imaging (TC o FDG-PET/TC). Inoltre, anche l'indice Ki-67 e lo stato di mutazione di p53, ATM e CCND1 sono importanti nella selezione del trattamento ottimale. È inoltre necessario uno studio del liquido cerebrospinale per escludere il coinvolgimento del sistema nervoso centrale e guidare una gestione appropriata nei pazienti con MCL con un alto indice di Ki-67 (superiore al 30%), variante blastoide o sintomi neurologici.
L'immunoistochimica sui campioni patologici gioca un ruolo essenziale nel differenziare il MCL da altri tipi di linfomi non Hodgkin, tra cui il linfoma follicolare (FL), il linfoma diffuso a grandi cellule B (DLBCL), il linfoma linfocitico piccolo/leucemia linfocitica cronica (SLL/LLC). MCL è positivo per i marcatori delle cellule B (CD19, CD20, CD22, CD79a). Si distingue dagli altri linfomi a cellule B per la diffusa positività per ciclina D1 e SOX11. SOX 11 è solitamente negativo nel MCL indolente. Rari casi sono negativi per ciclina D1 ma possono essere positivi per SOX11. MCL è tipicamente negativo per BCL6, CD10 e CD23. Rari casi di MCL sono CD10 positivi. La citometria del flusso sanguigno periferico può avere l'espressione di CD 200 caratteristica del MCL. Il test per la mutazione P53 può aiutare nella prognosi del MCL.

## Trattamento
La terapia inizia dopo la diagnosi e la stadiazione (valutazione con Radiologia, PET e BOM dell'estensione della malattia). Generalmente si tratta di effettuare chemioterapia e l'aspetto più importante nella scelta della strategia di trattamento è l'età del paziente.
Nei pazienti con età maggiore di 65 anni o non candidabili a trapianto autologo è uso consolidato una chemioterapia contenente rituximab (anticorpo anti CD20) e antracicline (doxorubicina), esempio lo schema R-CHOP. Recenti evidenze hanno dimostrato che anche regimi, contenenti rituximab e bendamustina, sono efficaci determinando una sopravvivenza libera da progressione superiore all'R-CHOP di oltre un anno. Inoltre risultati preliminari indicano che lo schema R-BAC (rituximab, ara-C e bendamustina), sembra essere particolarmente attivo in questa tipologia di linfoma, determinando una elevata percentuale di risposta. Dal momento che il linfoma mantellare tende a ricadere dopo il termine della terapia convenzionale, un recente studio ha dimostrato che in tale contesto un mantenimento con rituximab ogni 2 mesi fino a progressione o tossicità possa offrire vantaggio rispetto alla sola osservazione clinica dopo il termine della chemioterapia. Va segnalato al momento come tale approccio in Italia sia ancora considerato fuori indicazione da parte di AIFA, in quanto il mantenimento è rimborsato solo per i linfomi follicolari.
Nel paziente giovane (con età inferiore a 65 anni), candidabile a procedura di autotrapianto, si deve considerare una terapia di prima linea che preveda un'alternanza di chemioterapia con antracicline e rituximab (cicli R-CHOP) a chemioterapia con citarabina e rituximab (cicli R-DHAP o R-ESHAP) seguite da consolidamento con trapianto autologo
Per i pazienti recidivati dopo una prima linea si devono considerare terapie con farmaci a meccanismo d'azione alternativi alla chemioterapia classica come temserolimus, lenalidomide, bortezomib o bendamustina. Se un paziente con una ripresa della malattia è giovane e dispone di un donatore di midollo allogenico (famigliare compatibile, aploidentico o da banca) va considerato il trapianto di midollo da donatore dopo adeguata chemioterapia per ridurre la malattia.
Nel 2020, la Commissione Europea ha rilasciato l’Autorizzazione all’Immissione in Commercio (AIC) condizionata per la terapia CAR-T KTE-X19 (Brexucabtagene Autoleucel, Tecartus), approvata per i pazienti adulti con linfoma mantellare per le forme recidivanti o refrattarie dopo due o più linee di terapia sistemica. KTE-X19 è un trattamento personalizzato a base di cellule T autologhe ingegnerizzate per esprimere sulla loro superficie un recettore per l’antigene CD19 e mirare così alle cellule tumorali da annientare. KTE-X19, con una singola infusione, ha indotto fasi di remissioni durevoli nella maggior parte dei pazienti con linfoma mantellare recidivante o refrattario.